# 毛鑄倫
毛鑄倫（1947年12月20日—2020年7月28日），山东泰安人，臺湾学者，國立臺北大學退休教師。生前曾任中國統一聯盟主席、《海峽評論》副總編輯、《觀察》雜誌主筆、夏潮基金會董事兼執行長、中華保釣協會顧問。长期从事中国问题和台湾海峡两岸关系研究。

## 生平
毛鑄倫的曾祖父毛澄，字叔雲，號翰豐，四川仁寿人，光绪六年（1880年）进士，曾3次出任泰安知县。1947年，毛铸伦生于山东济南。1949年，随父亲毛登沂移居台湾。先後就讀於臺北市中山區中正國民小學、建國中學（初中）、師大附中（高中）。1971年毕业于國立政治大學歷史系，同年参与保釣運動，后在同校東亞研究所深造，期间曾赴美国紐約哥倫比亞大學政治系訪問研究，1974年取得碩士學位，论文为《抗日戰爭期間中共坐大原因之研究》。畢業後，歷任教育部「大學中國大陸研究課程」執行秘書，國立中興大學法商學院講師，《中國時報》大陸新聞中心主任、國際新聞中心總核稿、主筆等职。1988年參與創立統派团体中國統一聯盟。1993年至1995年，出任中國統一聯盟第6、7屆主席。后担任國立臺北大學通識教育中心專任講師，主讲中山學說與當代思潮、中國民主的發展、中國大陸研究、台海兩岸關係、理則學等课程。退休后担任《海峽評論》副總編輯、《觀察》雜誌主筆、夏潮基金會董事兼執行長等职。2020年7月28日逝世。

## 出版物
- 毛鑄倫. . 臺北: 海峽學術出版社. 2020. ISBN 9789865643188.
- 毛鑄倫. . 臺北: 海峽學術出版社. 2011. ISBN 9789866480539.
- 毛鑄倫. . 臺北: 海峽學術出版社. 2007. ISBN 9789867359780.
- 毛鑄倫 (编). . 臺北: 海峽學術出版社. 2005. ISBN 9867359240.
- 毛鑄倫 (编). . 臺北: 海峽學術出版社. 2004. ISBN 9867359054.
- 毛鑄倫. . 臺北: 海峽學術出版社. 2001. ISBN 9572040081.
- 毛鑄倫. . 臺北: 海峽學術出版社. 2001. ISBN 9572040057.